# Capraria peruviana
Capraria peruviana är en flenörtsväxtart som beskrevs av George Bentham. Capraria peruviana ingår i släktet Capraria och familjen flenörtsväxter. Inga underarter finns listade i Catalogue of Life.